# Rodijelja
Rodijelja este un sat din comuna Bijelo Polje, Muntenegru. Conform datelor de la recensământul din 2003, localitatea are 155 de locuitori (la recensământul din 1991 erau 161 de locuitori).

## Demografie
În satul Rodijelja locuiesc 122 de persoane adulte, iar vârsta medie a populației este de 35,8 de ani (32,8 la bărbați și 38,9 la femei). În localitate sunt 36 de gospodării, iar numărul mediu de membri în gospodărie este de 4,31.
Populația localității este foarte eterogenă.
|  |

| Demografie | Demografie | Demografie |
| An         | Locuitori  | Locuitori  |
| ---------- | ---------- | ---------- |
|            |            |            |
|            |            |            |
|            |            |            |
|            |            |            |
| 1948       | 183        |            |
| 1953       | 228        |            |
| 1961       | 261        |            |
| 1971       | 203        |            |
| 1981       | 158        |            |
| 1991       | 161        | 159        |
| 2003       | 182        | 155        |

| \| Componența etnică conform recensământului din 2003[2] \| Componența etnică conform recensământului din 2003[2] \| Componența etnică conform recensământului din 2003[2] \| Componența etnică conform recensământului din 2003[2] \| Componența etnică conform recensământului din 2003[2] \| \| ----------------------------------------------------- \| ----------------------------------------------------- \| ----------------------------------------------------- \| ----------------------------------------------------- \| ----------------------------------------------------- \| \| \| \| \| \| \| \| Sârbi \| Sârbi \| \| 90 \| 58,06% \| \| Bosniaci \| Bosniaci \| \| 37 \| 23,87% \| \| Muntenegreni \| Muntenegreni \| \| 13 \| 8,38% \| \| Musulmani \| Musulmani \| \| 9 \| 5,8% \| \| Croați \| Croați \| \| 1 \| 0,64% \| \| necunoscută \| necunoscută \| \| 0 \| 0% \| |              |  |    |        |
| Componența etnică conform recensământului din 2003 |              |  |    |        |
| |              |  |    |        |
| Sârbi | Sârbi        |  | 90 | 58,06% |
| Bosniaci | Bosniaci     |  | 37 | 23,87% |
| Muntenegreni | Muntenegreni |  | 13 | 8,38%  |
| Musulmani | Musulmani    |  | 9  | 5,8%   |
| Croați | Croați       |  | 1  | 0,64%  |
| necunoscută | necunoscută  |  | 0  | 0%     |